# 佩德里诺波利斯
佩德里诺波利斯是巴西米纳斯吉拉斯州的一个市镇。总面积357.689平方公里，总人口3448人，人口密度9.6人/平方公里。